# Bixby Creek Bridge
De Bixby Creek Bridge of de Bixby Bridge is een boogbrug in de kuststreek Big Sur van de Amerikaanse staat Californië. 
De brug ligt in Monterey County op zo'n 190 kilometer ten zuiden van San Francisco en 21 kilometer ten zuiden van Carmel. Ze maakt deel uit van het traject van de State Route 1. Voor de brug in 1932 in gebruik werd genomen, waren de inwoners van de kuststreek Big Sur in de winter zo goed als afgesloten van de buitenwereld, doordat de verder landinwaartse Old Coast Road moeilijk te berijden is. 
De boogbrug van gewapend beton met open zwikken, met een overspanning van 98 meter, kostte bijna 200 duizend Amerikaanse dollar. Het is nog steeds een van de hoogste betonnen bruggen ter wereld met één ononderbroken overspanning. 
De Bixby Creek Bridge is door haar ontwerp en idyllische ligging bovendien een van de meest gefotografeerde bruggen langs de Stille Oceaankust.

## In de populaire cultuur

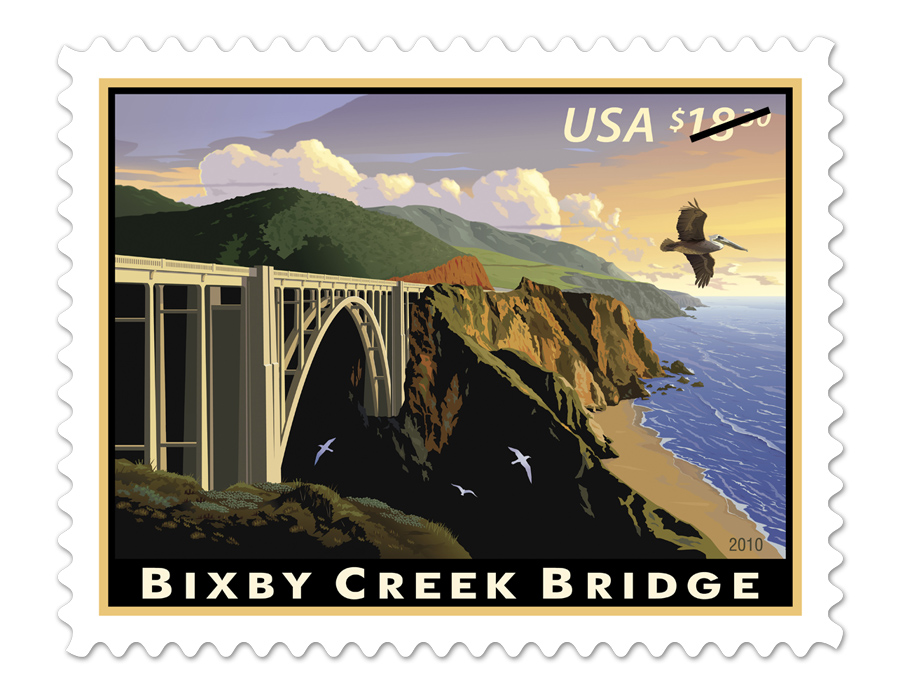
Postzegel van de Post Service met daarop de Bixby Creek Bridge

De brug is veel gefotografeerd en gefilmd, onder andere in verschillende reclamefilmpjes voor automerken. De Bixby-brug kwam voor in de intro van de televisieserie Then Came Bronson (1969-1970) en in de films Play Misty for Me (1971) en The Sandpiper (1965). Ze kwam ook in beeld tijdens het eerste seizoen van Heroes (2006), hoewel de bewuste scène zich in Texas afspeelde. Ze was eveneens te zien tijdens de begintitels van Big Little Lies (2017-2019). In de serie rijden de personages af en toe over de brug.
In 2010 gaf de United States Postal Service een postzegel uit ter ere van de Bixby Creek Bridge.
"Bixby Canyon Bridge" is een nummer van de Amerikaanse band Death Cab For Cutie van op hun plaat Narrow Stairs (2008). Het nummer is geschreven tijdens een bezoek van Ben Gibbard aan Big Sur en bevat verwijzingen naar de literatuur van Jack Kerouac.